# Farranmacbride
Das Court Tomb von Farranmacbride (irisch Fearann Mhic Giolla Bhríde, deutsch „Mac Gilbrides Land“), auch Mannernamortee (Mainnear na Mortaigh – deutsch „die Einfriedung der Toten“) genannt, liegt im nördlichen Teil von Glencolumbkille im Westen des County Donegal in Irland.
Farranmacbride gehört mit etwa 60 m Länge zu den längsten Court Tombs Irlands, die Megalithanlage ist jedoch stark gestört. Court Tombs gehören zu den megalithischen Kammergräbern (englisch chambered tombs) der Insel. Sie werden mit etwa 400 Exemplaren nahezu ausschließlich in Ulster im Norden von Irland beziehungsweise in Nordirland gefunden.
In der Nähe befindet sich ein mit Symbolen bedeckter Stein, der die neunte Station des Turas, einer jährlich in dieser Gegend stattfindenden Wallfahrt, darstellt.

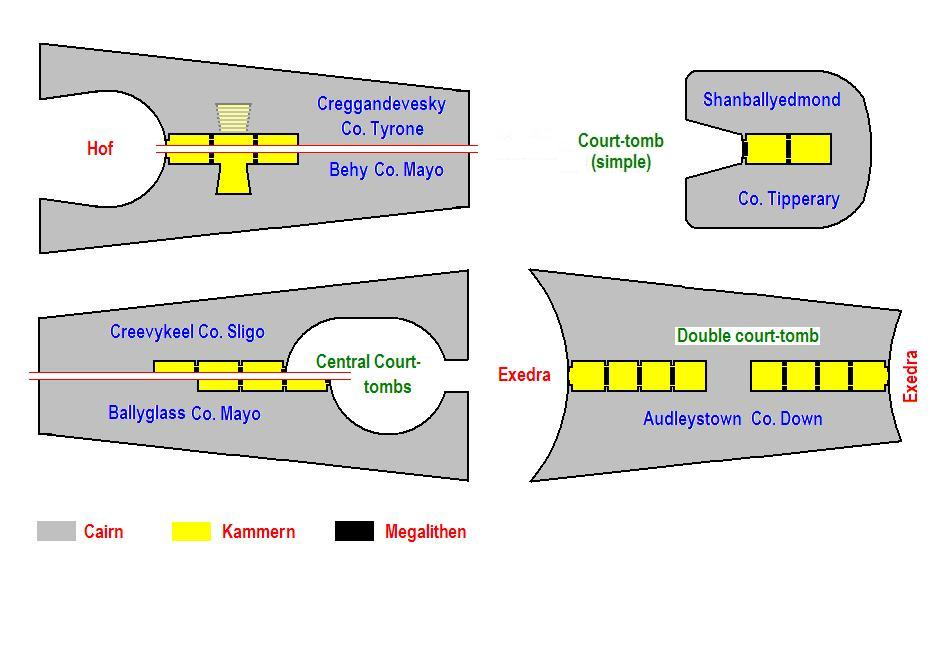
Verschiedene Court Tombformen

## Court Tomb
Es hat einen zentral gelegenen 20,5 m langen und zehn Meter breiten ovalen Hof (englisch court – den größten eines Court Tombs) durch den ein neuzeitlicher Feldweg verläuft. Vom Hof aus sind auf der Achse gegenüberliegend zwei Galerien mit je vier Kammern zugänglich. Die meisten Stürze über den Zugängen, zu den auch seitlich im Hügel gelegenen Kammern sind abhandengekommen, herabgefallen oder zerbrochen.

## Stein der Versammlung

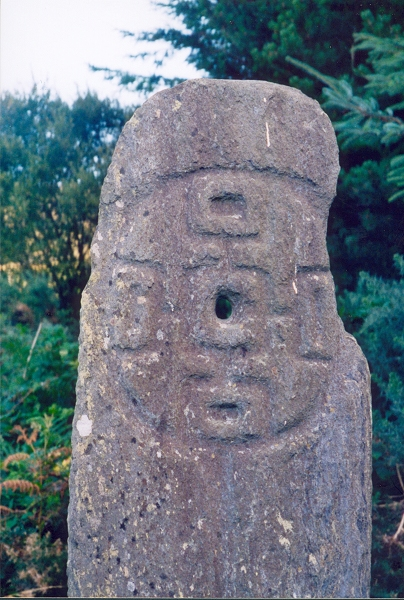
Der „Stein der Versammlung“, ein durchbohrter Cross Pillar, bildet die 9. Station des traditionellen Turas.

Der „Stein der Versammlung“ (irisch Cloch an Aonaigh) ist die 9. Station des Turas, einer Wallfahrt, die am 9. Juni eines jeden Jahres auf einem Rundweg mit 15 Stationen stattfindet. Die Stationen liegen  an Grabhügeln und Court Tombs oder führen zu den mit Symbolen bedeckten Cross-Slabs (auch Cross Pillars genannt). In der Nähe des Court Tombs von Farranmacbride steht der „Stein der Versammlung“, durch dessen oberen Teil ein Loch gebohrt ist. Er wird von den Gläubigen drei Mal im Uhrzeigersinn (deiseal) umrundet, um der Welt, dem Fleisch und dem Teufel zu entsagen. Liebespaare, die einen Finger durch das Loch stecken, verloben sich, wenn sich ihre Finger berühren. Nach altirischem Brauch erfolgte dadurch eine Heirat für ein Jahr und einen Tag.
In der Nähe liegt das Court Tomb Cloghanmore.